# Каспийская сельдь
Каспийская сельдь (лат. Alosa caspia) — вид лучепёрых рыб из рода Alosa семейства сельдевых (Clupeidae), обитающий в Каспийском море и его пресноводных притоках. Вид является эндемиком Каспийского бассейна.

## Описание
Тело каспийской сельди удлинённое, сжатое с боков, покрыто крупной серебристой чешуёй. Брюшная кильчатость хорошо выражена. Длина взрослых особей обычно составляет 25-30 см, максимальная длина — до 40 см, масса может достигать 1 кг. У молодых особей часто наблюдаются характерные тёмные пятна вдоль боковой линии. Глаза относительно крупные, рот конечного типа.
Каспийская сельдь населяет преимущественно прибрежные и мелководные районы северной, центральной и южной частей Каспийского моря. В период нереста заходит в крупные впадающие в него реки, включая Волгу, Урал, Куру, Терек и другие. Нерест происходит с апреля по июнь. Икра пелагическая, выметается в толще воды. Плодовитость варьируется от десятков до сотен тысяч икринок в зависимости от возраста и размера самки. Личинки ведут планктонный образ жизни, позднее переходят к активному питанию зоопланктоном.
В питании доминируют зоопланктон, мелкие рачки, личинки насекомых и другие беспозвоночные. Взрослые особи могут поедать молодь рыб. Вид ведёт стайный образ жизни и предпочитает солоноватые, хорошо прогреваемые воды.
Систематика каспийской сельди включает несколько форм, различающихся образом жизни (проходная, полупроходная и жилые формы), однако их статус остаётся предметом дискуссий. Некоторые учёные рассматривают их как подвиды, другие — как экологические формы одного вида.
Ранее каспийская сельдь имела важное значение в промысле, особенно в дельте Волги и прилегающих районах. Однако с середины XX века численность популяций начала снижаться вследствие строительства плотин, изменения гидрологического режима, загрязнения вод и интенсивного вылова. В настоящее время промысловое значение вида существенно снизилось. Тем не менее он продолжает использоваться в пищевой промышленности, особенно в виде вяленой и копчёной продукции.
Согласно данным МСОП, вид имеет статус «наименьшего риска» (LC), однако в отдельных регионах Каспия предпринимаются меры по регулированию вылова, включая сезонные запреты и ограничения промысла в нерестовый период. В ряде прикаспийских государств каспийская сельдь включена в национальные охранные списки.